# Manual de usuario

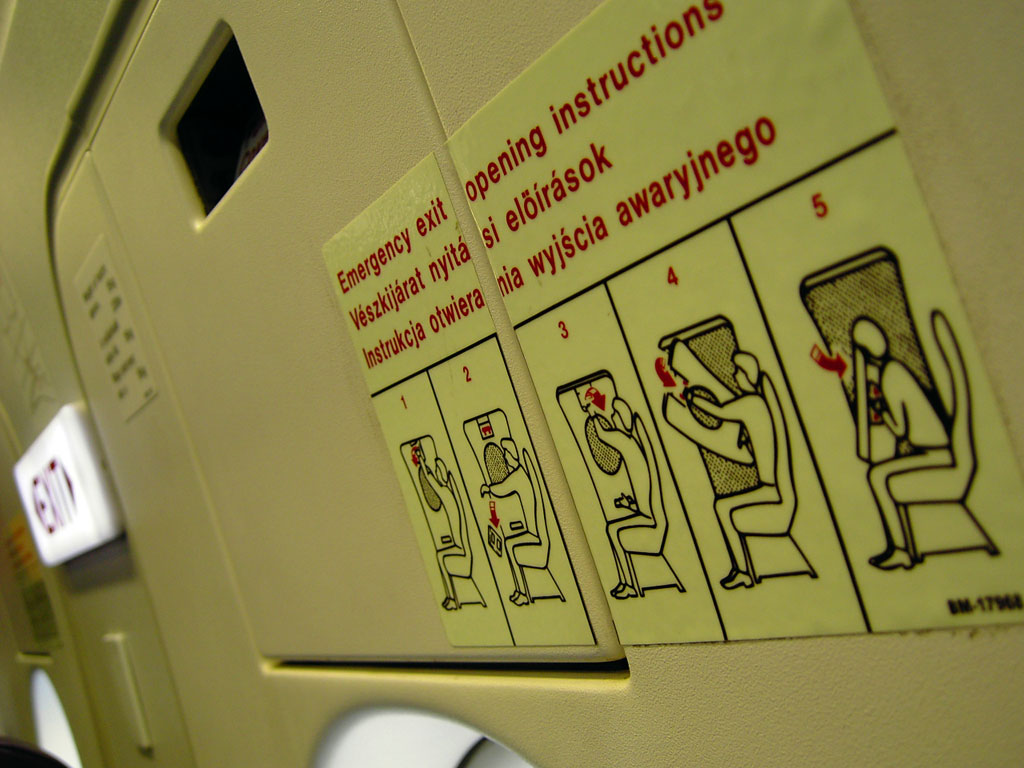
Un manual de usuario, también llamado guía de usuario, es un documento de comunicación técnica.

Un manual de usuario, también llamado guía de usuario, es un documento de comunicación técnica destinado a dar asistencia a las personas que utilizan un sistema en particular. Por lo general, este documento está redactado por un escritor técnico, como por ejemplo los programadores del sistema o los directores de proyectos implicados en su desarrollo, o el personal técnico, especialmente en las empresas más pequeñas.
Los manuales de usuario son más comúnmente asociados con los productos electrónicos, como computadoras y programas.
La mayoría de los manuales de usuario contienen tanto una guía escrita como imágenes asociadas. En el caso de las aplicaciones informáticas, es habitual incluir capturas de pantalla de cómo el programa debería ser, y manuales que a menudo incluyen diagramas claramente detallados y sencillos que detallan los pasos a realizar por el usuario para llevar a cabo las distintas opciones disponibles. El lenguaje utilizado deberá ser sencillo, dirigido a una audiencia que podrá no entender un lenguaje demasiado técnico.
El manual de usuario es el documento que permite a las personas que utilizan los sistemas de información su entendimiento y uso de las funcionalidades que este posee. Además, es una guía de asistencia para el usuario final sobre el funcionamiento de los aplicativos y de solución a los problemas más comunes.

## Secciones básicas del manual de usuario
Las secciones de un manual de usuario a menudo incluyen:
- Una página de portada.
- Una página de título y una página de derechos de autor.
- Un prefacio, que contiene detalles de los documentos relacionados y la información sobre cómo navegar por el manual del usuario.
- Una sección de propósito, que es más una descripción general que un resumen del objetivo del documento.
- Una sección de audiencia que indique explícitamente quién es la audiencia prevista a leer el manual, incluyendo la audiencia opcional.
- Una sección de alcance es crucial ya que también sirve como un descargo de responsabilidad, indicando lo que está fuera del alcance y lo que sí está cubierto.
- Una guía sobre cómo utilizar al menos las principales funciones del sistema, es decir, sus funciones básicas.
- Una sección de solución de problemas que detalla los posibles errores o problemas que pueden surgir, junto con la forma de solucionarlos.
- Una sección de preguntas frecuentes, donde encontrar más ayuda y datos de contacto.
- Un glosario y, para documentos más grandes, un índice.

## Manuales y guías de programas informáticos
Los manuales y guías de usuario para la mayor parte de los softwares de aplicación contienen comúnmente todos los contenidos detallados en el apartado anterior, el Starta User Manual es un buen ejemplo de este tipo de documento. Sin embargo, algunos documentos tienen una estructura más fluida con muchos enlaces internos. El Google Earth User Guide es un ejemplo de este tipo de manuales. 
El término guía se suele aplicar a un documento que aborda un aspecto específico de un producto de software, por ejemplo una guía de instalación.
En algunos softwares empresariales, donde los grupos de usuarios solo tienen acceso a una parte de la funcionalidad total de la aplicación, es bastante aconsejable preparar un manual de usuario para cada grupo. Un ejemplo de este enfoque puede observarse en el manual Autodesk Topobase 2010 Help, que separa el manual en guías de administrador, guías de usuario y una guía de desarrollador.